# Espacio estrictamente convexo

La bola unitaria en la figura del medio es estrictamente convexa, mientras que las otras dos bolas no lo son (contienen segmentos de línea recta como parte de su límite)

En matemáticas, un espacio estrictamente convexo es un espacio vectorial normado (X, || ||) para el cual la bola unitaria cerrada es estrictamente convexa. Dicho de otra manera, un espacio estrictamente convexo es aquel para el cual, dados dos puntos distintos x e y en la 1-esfera ∂B (es decir, en la frontera de la bola unitaria B de X), el segmento que une x e y se encuentra con ∂B sólo en x e y. Una tercera manera de describir un espacio estrictamente convexo es diciendo que todos los puntos de su frontera son puntos extremos. La convexidad estricta está en algún lugar entre un espacio prehilbertiano (todos los espacios resultado del producto interno son estrictamente convexos) y un espacio vectorial normado general en términos de estructura. También garantiza la unicidad de una mejor aproximación a un elemento en X (estrictamente convexo) a partir de un subespacio convexo Y, siempre que exista dicha aproximación.
Si el espacio normado X es completo y satisface la propiedad ligeramente más fuerte de ser uniformemente convexo (lo que implica convexidad estricta), entonces también es reflexivo según el teorema de Milman-Pettis.

## Propiedades
Las siguientes propiedades son equivalentes a la convexidad estricta.
- Un espacio vectorial normado (X, || ||) es estrictamente convexo si y solo si x ≠ y y || x' ' || = || y || = 1 juntos implican que || x + y' ' || < 2.
- Un espacio vectorial normado (X, || ||) es estrictamente convexo si y solo si x ≠ y y || x || = || y || = 1 juntos implican que || αx + .(1 - α)y || < 1 para todos los 0 < α < 1.
- Un espacio vectorial normado (X, || ||) es estrictamente convexo si y solo si x ≠ 0 e y≠  0 y || x + y || = || x || + || y || juntos implican que x = cy para alguna constante c > 0.
- Un espacio vectorial normado (X, || ||) es estrictamente convexo si y solo si el módulo de convexidad δ para (X, || ||) satisface que  δ(2)=1.